# Simon Peter Tileman

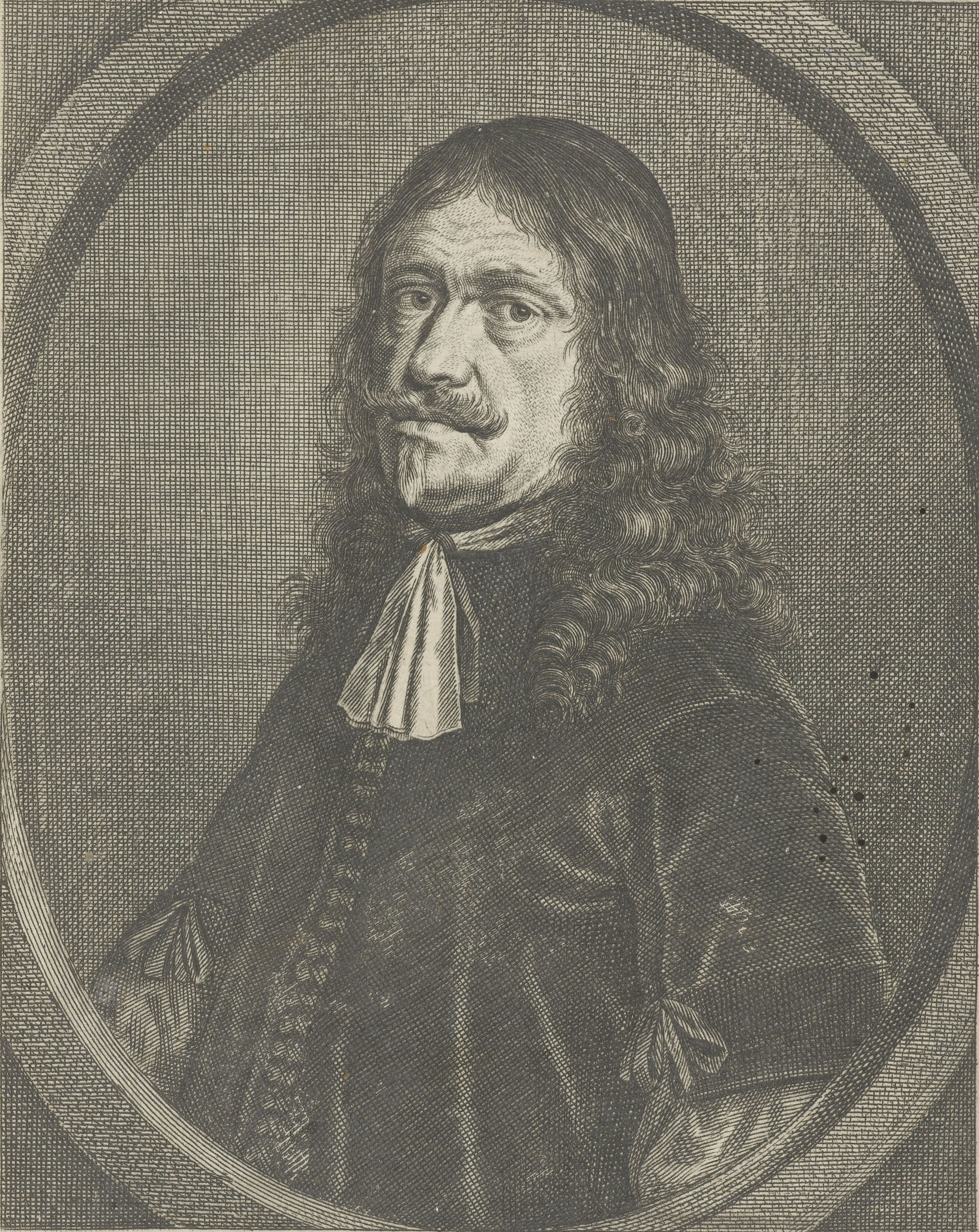
Kupferstich nach einem Selbstporträt von Simon Peter Tileman, 1668

Simon Peter Tileman, genannt Schenck oder Tilemann-Schenck, (* 23. Juli 1601 in Lemgo; † 1688 (andere Quellen um 1667 oder 1670)) war ein deutscher Maler. Er war bekannt für seine Porträte, Genrebilder, Stillleben und Historienbilder. Während seines Aufenthalts in Italien wurde sein Werk sowohl thematisch als auch stilistisch vom Caravaggismus beeinflusst.

## Biografie
Tileman war der Sohn eines Amtmanns und Malers Johann Tilemann des Grafen Simon VI zur Lippe. 1614 siedelte der Vater, der 1596 das Bremer Bürgerrecht erworben hatte, nach dem Tod seiner Bremer Frau mit seinen fünf Kindern nach Bremen, wo Tileman aufwuchs. Er wurde zum Maler ausgebildet. Er reiste und malte in den Niederlanden, im Rheinland, in Böhmen und Italien. Um 1633 wurde er wieder in Bremen sesshaft. Er malte hier Porträts. 1639 wohnte er in Utrecht und kehrte 1646 nach Bremen zurück. Hier heiratete er Barbara de Herlin, die aus einem vermögenden flämischen Hause stammte. Es entstanden bis 1658 eine Reihe weiterer Porträts. Erst um die Zeit von 1670 sind dann wieder Porträts von ihm bekannt geworden. Es ist zu vermuten, dass er bald darauf gestorben ist. Es werden die Jahre nach 1667, um 1668, um 1670 und 1688 genannt.
Der Kaufmann Hermann Friedrich Tileman (1684–1716) war sein Sohn.

## Werke (Auswahl)

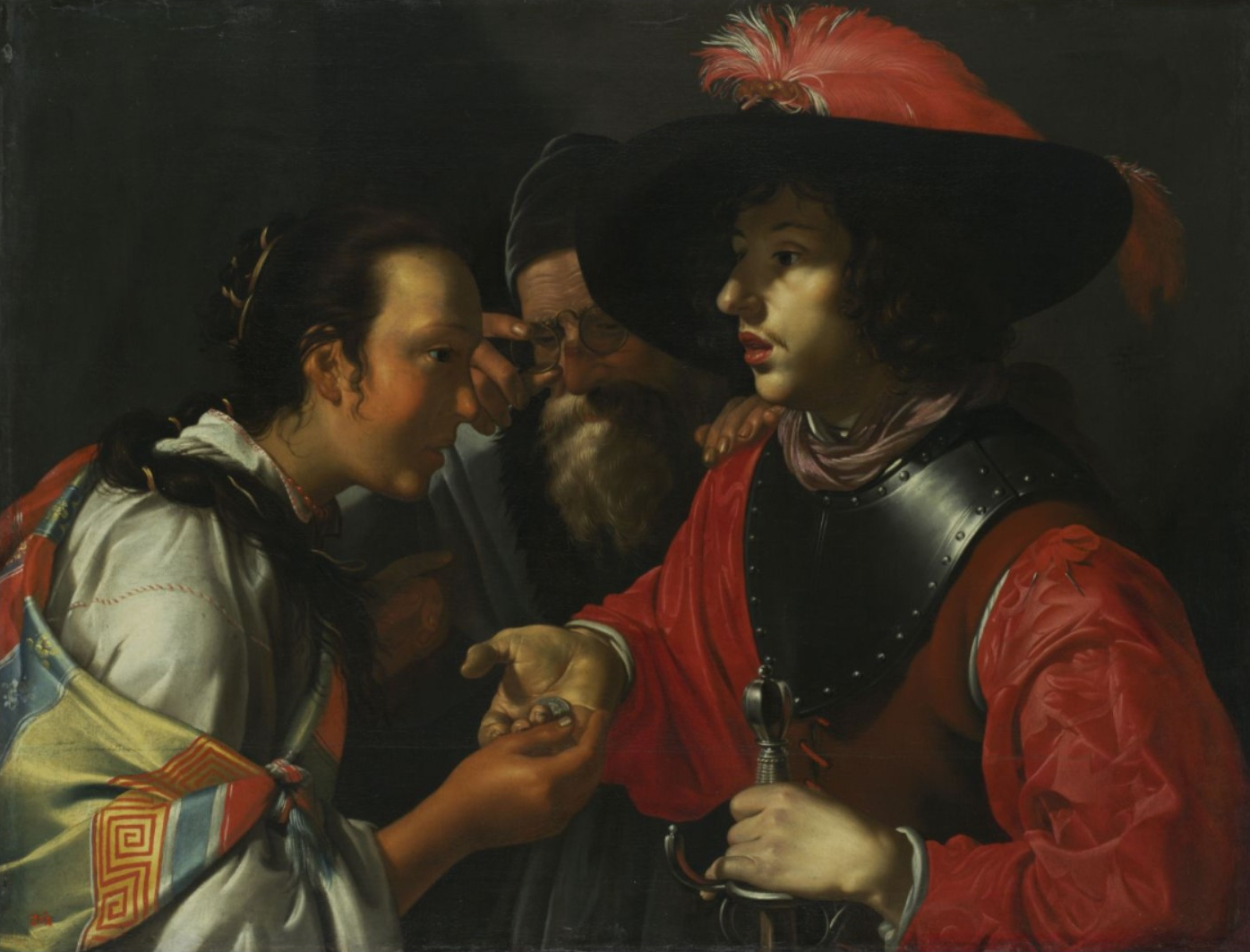
Die Wahrsagerin

Tileman malte im Stil der damaligen niederländischen Tradition. 22 Ölgemälde und Kupferstiche sind von ihm bekannt geworden. Zumeist malte er Porträts – auch von Bremer Bürgern – manche auch als allegorische Themen.
- Die Wahrsagerin, Leinwand, 81 × 106 cm. Signiert: SP Tilman f.1633. Kassel, Staatliche Kunstsammlungen
- Die Berufung des Matthäus, Leinwand, 60 × 80,5 cm. Signiert: SP Tilman f. Sankt Petersburg, Eremitage (ehemals Sammlung Dr. E. Schapiro, London)
- Rosenbild, 1637
- Deckenbilder mit Königsbilder im dänischen Schloss Kronborg, 1639
- Angehörige des Bremer Rates und ihre Familien aus dem 17. Jahrhundert im Bremer Rathaus
- Porträt von Georg Ludwig Graf Sinzendorff mit der Krone des Heiligen Römischen Reichs, 1653 oder 1658
- Porträt mit orangem Mantel
- Das Gröningsche Familienbild, 1663; in der Kunsthalle Bremen
- Selbstporträt (in Kupfer gestochen von Christiaan Hagens), 1668
- Die Wahrsagerin 1633, Museumslandschaft Hessen Kassel, Gemäldegalerie alter Meister. In dem Katalog: Lichtgefüge, das Licht im Zeitalter von Rembrandt und Vermeer, 2011, ISBN 978-3-86568-378-6

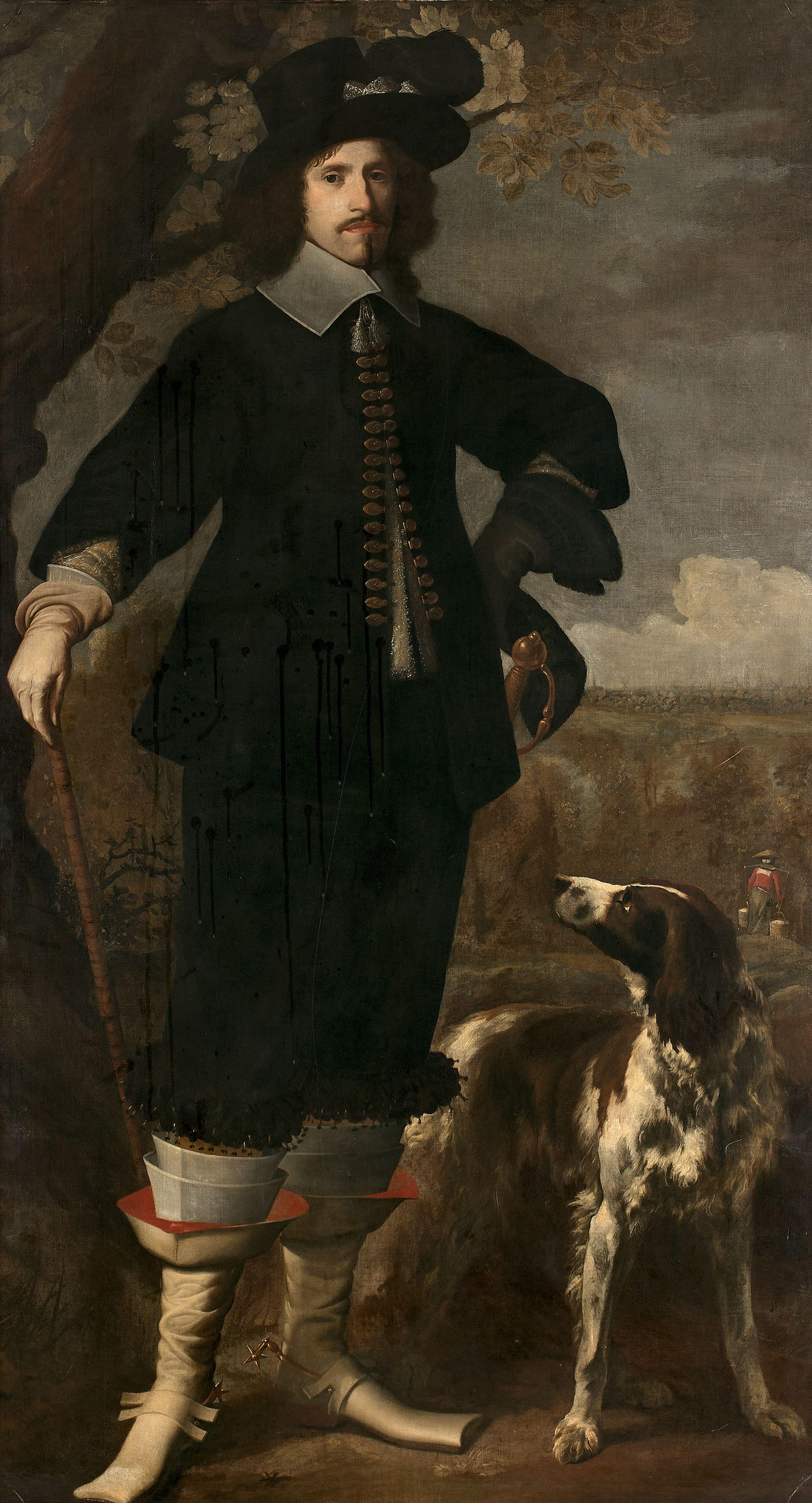
Porträt von Lodewijk Filips, 9. Graf von Egmont und 6. Fürst von Gavere, 1645